# 高原彩★
高原 彩★（たかはら あや、1987年3月17日 - ）は、日本の元AV女優。
静岡県出身（神奈川県出身とするプロフィールもある）。趣味・特技：書道、水泳、カラーコーディネイト

## 略歴
2005年8月、『AYA★』（マックス・エー）でAVデビュー。
2006年11月に『aya★01』（kawaii*）でセルデビュー。
2007年4月に引退。

## 作品

### アダルトビデオ
撮りおろし作品
- AYA★　（2005年8月22日（レンタル版）／2005年10月28日（セル版）、マックス・エー） ※デビュー作
- Natural　（2005年9月23日（レンタル版）／2005年11月22日（セル版）、マックス・エー）
- 純真　（2005年10月21日（レンタル版）／2005年12月30日（セル版）、マックス・エー）
- キラめき★彩　（2005年11月22日（レンタル版）／2006年1月27日（セル版）、マックス・エー）
- ようこそMax Cafeへ!／Max Cafeへようこそ!　（2005年12月23日（レンタル版）／2006年2月24日（セル版）、マックス・エー）
- 妹の秘密　（2006年1月21日（レンタル版）／2006年3月24日（セル版）、マックス・エー）
- ようこそMax Airlineへ!／Max Airlineへようこそ!　（2006年2月21日（レンタル版）／2006年4月21日（セル版）、マックス・エー）
- 高原彩★の「姫、街へ出る!」　（2006年3月24日（レンタル版）／2006年5月25日（セル版）、マックス・エー）
- 僕だけのA系アイドル　（2006年4月25日（レンタル版）／2006年6月29日（セル版）、マックス・エー）
- Welcome マックス・ソープ!!　（2006年5月21日（レンタル版）／2006年7月21日（セル版）、マックス・エー）
- 奥様は彩★　（2006年6月21日（レンタル版）／2006年8月25日（セル版）、マックス・エー）
- 淫口　（2006年7月21日（レンタル版）／2006年9月22日（セル版）、マックス・エー）
- aya★01　（2006年11月25日、kawaii*）
- aya★02　（2006年12月25日、kawaii*）
- aya★03　（2007年1月25日、kawaii*）
- aya★04　（2007年2月25日、kawaii*）
- aya★05　（2007年3月25日、kawaii*）
- aya★06　（2007年4月25日、kawaii*） ※引退作

総集編・再編集作品
- MAX-A Anniversary 6　（2005年12月16日、マックス・エー）…他出演：伊東怜、みひろ、小川あさ美、吉沢明歩、美竹涼子、あいだゆあ、蒼井そら、瀬戸由衣 他
- 極 -きわみ-　（2006年6月21日、マックス・エー）…他出演：蒼井そら、あいだゆあ、みひろ、伊東怜、吉沢明歩、小川あさ美、柚木ティナ 他
- BEST OF STAR 完全コンプリートMIX120分!!　（2006年8月25日、マックス・エー）
- プレミアムBEST　（2006年11月22日、マックス・エー）
- MAX-A Anniversary 7　（2006年12月8日、マックス・エー）…他出演：あいだゆあ、北原多香子、柚木ティナ、吉沢明歩、小川あさ美、みひろ 他
- MAX Cafe オールスターズ PART 2　（2007年2月16日、マックス・エー）…他出演：みひろ、柚木ティナ、小川あさ美、宮路ナオミ、吉崎直緒、安西あき 他
- 美巨乳 まっくすまっくす 4時間 PART 2　（2007年2月28日、マックス・エー）…他出演：恋小夜、あいだゆあ、宮路ナオミ、藤森ねね、星野あかり、天海麗 他
- 極 -きわみ- 其ノ弐　（2007年4月20日、マックス・エー）…他出演：宮路ナオミ、吉沢明歩、安西あき、小川あさ美、柚木ティナ、みひろ、吉崎直緒、早川凛、熊田夏樹 他
- 騎乗位 まっくすまっくす 4時間　（2007年6月29日、マックス・エー）…他出演：伊東怜、二宮沙樹、みひろ、柚木ティナ、美上セリ、佐藤ローラ、恋小夜 他
- MAX Airline オールスターズ　（2007年7月13日、マックス・エー）…他出演：小沢菜穂、伊東怜、吉沢明歩、水城ゆう、佐藤真心、みひろ、小川あさ美
- MAX Soap オールスターズ　（2007年7月13日、マックス・エー）…他出演：伊東怜、吉沢明歩、みひろ、水城ゆう、小川あさ美、天海麗、柚木ティナ
- VERY BEST OF 高原彩★ 4時間　（2007年10月25日、kawaii*）
- kawaii* BEST 大全集01 1周年ベストだょっ全員集合DX 4時間　（2008年1月25日、kawaii*）…他出演：真央♪、佐藤ひろ美、若菜ひかる 他
- kawaii* 制服女子高生 collection 4時間　（2008年4月25日、kawaii*）…他出演：大橋未久、真央♪、辻あずき、ほしのみゆ、真琴、姫野まさき、澤井由奈、沢尻マリナ、小栗杏菜、小泉ウサギ、三上ゆほ、百瀬恵
- kawaii* ちゅぱちゅぱフェラチオ4時間　（2008年6月25日、kawaii*）…他出演：大橋未久、夏川まゆり、鮎川なお、佐藤ひろ美 他

## 書籍

### 写真集
- AYA★（2005年10月、リイド社、撮影：平田友二）ISBN 978-4845826377